# Burmoniscus
Burmoniscus är ett släkte av kräftdjur. Burmoniscus ingår i familjen Philosciidae.

## Dottertaxa tillBurmoniscus, i alfabetisk ordning[1]
- Burmoniscus acutitelson
- Burmoniscus anderssoni
- Burmoniscus angusticauda
- Burmoniscus anophthalmus
- Burmoniscus arcangelii
- Burmoniscus bartolozzii
- Burmoniscus beroni
- Burmoniscus besucheti
- Burmoniscus bicolor
- Burmoniscus calcaratus
- Burmoniscus cederholmi
- Burmoniscus clarus
- Burmoniscus coecus
- Burmoniscus comtus
- Burmoniscus cycloopi
- Burmoniscus dasystylus
- Burmoniscus davisi
- Burmoniscus denticulata
- Burmoniscus ferrarai
- Burmoniscus gibbosus
- Burmoniscus hachijoensis
- Burmoniscus ifugaoensis
- Burmoniscus ilamia
- Burmoniscus javanensis
- Burmoniscus kagoshimaensis
- Burmoniscus kathmandius
- Burmoniscus kempi
- Burmoniscus kohleri
- Burmoniscus loebli
- Burmoniscus longicaudatus
- Burmoniscus macrocephalus
- Burmoniscus martensi
- Burmoniscus mauritiensis
- Burmoniscus meeusei
- Burmoniscus microlobatus
- Burmoniscus micropunctatus
- Burmoniscus mossambicus
- Burmoniscus novabritannica
- Burmoniscus ocellatus
- Burmoniscus okinawaensis
- Burmoniscus orientalis
- Burmoniscus palawanensis
- Burmoniscus paniaiensis
- Burmoniscus parviocellatus
- Burmoniscus philippinensis
- Burmoniscus punctatus
- Burmoniscus rakataensis
- Burmoniscus rowei
- Burmoniscus schultzi
- Burmoniscus setiger
- Burmoniscus somalius
- Burmoniscus stilifer
- Burmoniscus taitii
- Burmoniscus tanabensis
- Burmoniscus thorntoni
- Burmoniscus togianensis
- Burmoniscus variegata
- Burmoniscus vaughani
- Burmoniscus veliger
- Burmoniscus wolffi
- Burmoniscus xanthocephalus